# NGC 2158
NGC 2158 ist ein offener Sternhaufen im Sternbild Zwillinge. Er befindet sich nur etwa 15' südwestlich vom Rand des viel helleren Clusters M35. Der am 16. November 1784 von Wilhelm Herschel entdeckte Sternhaufen besitzt einen scheinbaren Durchmesser von nur 5' und eine Helligkeit von 8,6 mag. Die Sterne des über 1 Milliarde Jahre alten Sternhaufens sind stark konzentriert, ähnlich wie bei einem Kugelsternhaufen. Früher wurde er deshalb für einen solchen gehalten; auf Grund seines Alters ist jedoch die Identifikation als offener Sternhaufen eindeutig.
Wenn man NGC 2158 zusammen mit M35 im Gesichtsfeld des Teleskops hat, wird der Kontrast in Größe und Sterndichte besonders deutlich. NGC 2158 ist fünf Mal weiter entfernt, hat aber mindestens 10× mehr Sterne und ein viel höheres Alter.